# Ain Karma
Ain Karma (franska: Ain Karma (CR), Ain Karma (Commune Rurale), arabiska: عين جمعة) är en kommun i Marocko.   Den ligger i prefekturen Meknès och regionen Fès-Meknès, i den nordöstra delen av landet, 110 km öster om huvudstaden Rabat. Antalet invånare är 5 910.